# Emperadriu Zhang (Liu Shan, anterior)
L'emperadriu Zhang (morta el 237 EC), nom personal desconegut, formalment coneguda com l'emperadriu Jing'ai (敬哀皇后; literalment: «la Respectuosa i Lamentable Emperadriu») va ser una emperadriu de l'estat de Shu Han durant el període dels Tres Regnes de la història xinesa.
Era filla de Zhang Fei i la seva esposa Xiahou. Va ser la primera esposa de Liu Shan, el segon emperador de Shu Han. Es va casar amb Liu Shan l'any 221, després que el pare de Liu Shan, Liu Bei, es va proclamar a si mateix emperador de Han. Com Liu Shan era el príncep hereu, a ella se li va atorgar el títol de princesa hereva. Va perdre el seu pare durant eixe mateix any, assassinat per un dels seus subordinats just quan estava a punt d'unir-se a Liu Bei en la campanya contra Wu Oriental per venjar el seu germà de jurament, Guan Yu. Quan Liu Bei va transir el 223, Liu Shan va esdevenir l'emperador i va crear Jing'ai com emperadriu.
L'emperadriu Zhang sembla que no va tenir cap fill. Va morir l'any 237.